# 野原町
野原町（のはらちょう）は奈良県中部、宇智郡に属していた町。現在は五條市の一部。

## 歴史
- 1889年（明治22年）4月1日 - 町村制の施行により、宇智郡 野原村、牧村が合併し宇智郡野原村が成立。
- 1928年（昭和3年） 11月3日 - 町制施行し、野原町となる。
- 1957年（昭和32年）10月15日 - 五條町、牧野村、北宇智村、宇智村、阪合部村、大阿太村、南阿太村と合併し、五條市が発足。同日野原町廃止。

## 交通

### 道路
- 二級国道168号（現：国道168号）